# Phaea biplagiata
Phaea biplagiata es una especie de escarabajo longicornio del género Phaea, tribu Tetraopini, subfamilia Lamiinae. Fue descrita científicamente por Chemsak en 1977.

## Descripción
Mide 8-11 milímetros de longitud.

## Distribución
Se distribuye por Guatemala y México.